# Temporada da NBA de 2024–25
A temporada da NBA de 2024–25 foi a 79ª temporada da National Basketball Association (NBA) que começou no dia 22 de outubro de 2025 e acabará em 13 de abril de 2025. A NBA realizou a Copa da NBA durante a temporada pelo segundo ano consecutivo, agora chamado de Emirates NBA Cup. O All-Star Game da NBA de 2025 foi realizado 16 de fevereiro, no Chase Center em São Francisco. O torneio play-in foi disputado de 15 a 18 de abril de 2025, seguido pelos playoffs no dia seguinte, e concluído com as finais em 22 de junho de 2025, quando o Oklahoma City Thunder derrotou o Indiana Pacers em sete jogos. Este foi o primeiro jogo 7 nas finais desde 2016 e o 20º no geral. Foi também a primeira final desde 2006 em que ambas as cidades estavam competindo por seu primeiro título da NBA. O Thunder também se tornou o quarto time na história da NBA a vencer 84 jogos ou mais em uma única temporada, incluindo vitórias nos playoffs. Eles também se tornaram o primeiro time a marcar 100 pontos ou mais no Jogo 7 das Finais da NBA desde que o Los Angeles Lakers e o Detroit Pistons o fizeram em 1988.

## Transações

### Aposentadorias
- Em 2 de julho de 2024, Kemba Walker anunciou sua aposentadoria do basquete profissional.[4] Ele se juntou aos Hornets como treinador de aprimoramento de jogadores no dia seguinte.[4][5]
- Em 1º de agosto de 2024, Gordon Hayward se aposentou do basquete profissional.[6][7]
- Em 15 de agosto de 2024, Joe Harris se aposentou do basquete profissional.[7]
- Em 26 de setembro de 2024, Derrick Rose se aposentou do basquete profissional. Ele jogou por seis times diferentes em sua carreira de 16 anos e foi nomeado o Jogador Mais Valioso (MVP) da NBA em 2011 com o, Chicago Bulls.[8]
- Em 29 de setembro de 2024, AJ Griffin anunciou sua aposentadoria do basquete profissional para seguir carreira no ministério.[9]
- Em 2 de outubro de 2024, Ish Smith foi contratado como olheiro profissional do Washington Wizards, encerrando assim sua carreira de jogador. Smith jogou por um recorde de 13 franquias da NBA em seus 14 anos na NBA e ganhou um título em 2023 com o Denver Nuggets.[10]
- Em 10 de outubro de 2024, Danny Green se aposentou do basquete profissional. Green jogou com seis times diferentes em sua carreira de 14 anos e é um dos quatro jogadores a ganhar a NBA com três times diferentes.[11]
- Em 29 de outubro de 2024, Rudy Gay anunciou sua aposentadoria do basquete profissional.[12][13]

### Draft
A primeira rodada do draft da NBA de 2024 ocorreu em 26 de junho, no Barclays Center, no Brooklyn, Nova Iorque. A segunda rodada ocorreu no dia seguinte no Seaport District Studios da ESPN, em Manhattan.
O Atlanta Hawks escolheu o francês Zaccharie Risacher como a escolha geral nº 1.

### Free agency
As negociações de jogadores livres começaram em 30 de junho de 2024, às 18h, horário do leste dos EUA. Os jogadores foram oficialmente contratados após a moratória de julho, em 6 de julho, às 12h, horário do leste dos EUA.

#### Negociações notáveis
- Paul George assinou um contrato máximo de quatro anos e US$ 212 milhões com o Philadelphia 76ers.
- Isaiah Hartenstein assinou um contrato de três anos e US$ 87 milhões com o Oklahoma City Thunder.
- Klay Thompson foi adquirido pelo Dallas Mavericks em um contrato de três anos e US$ 50 milhões em uma troca de assinatura após entrar na agência livre.
- O ex-MVP da NBA, Russell Westbrook, assinou um contrato de dois anos e US$ 6,8 milhões com o Denver Nuggets.

#### Renovações
- Jayson Tatum concordou com uma extensão máxima de 5 anos com o Celtics.
- Jalen Green concordou com uma extensão de 3 anos com o Rockets.
- Pascal Siakam retornou em um contrato de 4 anos com o Indiana Pacers.
- James Harden retornou em um contrato de 2 anos com o Los Angeles Clippers.
- LeBron James retorna em um contrato de 2 anos com o Los Angeles Lakers.
- Bam Adebayo assina uma extensão de 3 anos com o Miami Heat.
- Jalen Brunson concordou com uma extensão de 4 anos com o New York Knicks
- Franz Wagner concordou com uma extensão de 5 anos com o Orlando Magic.
- Joel Embiid concordou com uma extensão de 3 anos com o Philadelphia 76ers.
- Scottie Barnes concordou com uma extensão de 5 anos com o Toronto Raptors.
- Lauri Markkanen concordou com uma extensão de 5 anos com o Utah Jazz.
- Stephen Curry concordou com extensão de 1 ano com os Warriors.

### Trocas notáveis
- Chicago Bulls adquire Josh Giddey do Oklahoma City Thunder em troca de Alex Caruso.
- New York Knicks adquire Karl-Anthony Towns em troca de 3 times. Julius Randle e Donte DiVincenzo se juntaram ao Minnesota Timberwolves.
- DeMar DeRozan se junta ao Sacramento Kings após troca do Chicago Bulls por Chris Duarte. Harrison Barnes foi enviado para o San Antonio Spurs como parte da troca de 3 times.
- Los Angeles Lakers adquire Luka Dončić, Maxi Kleber e Markieff Morris em troca de 3 times. Anthony Davis e Max Christie se juntam ao Dallas Mavericks e Jalen Hood-Schifino se junta ao Utah Jazz.
- O Sacramento Kings trocou De'Aaron Fox e Jordan McLaughlin para o San Antonio Spurs, que moveu Zach LaVine e Sidy Cissoko para Sacramento. O Bulls recebeu Zach Collins, Tre Jones do San Antonio e Kevin Huerter do Sacramento.
- O Milwaukee Bucks trocou Khris Middleton para o Washington Wizards por Kyle Kuzma
- O Golden State Warriors adquiriu Jimmy Butler do Miami Heat em troca de Kyle Anderson e Andrew Wiggins em uma troca de 5 times. Miami também obteve Davion Mitchell do Toronto Raptors, Dennis Schröder e Lindy Waters III se movem do Golden State para o Detroit Pistons, Toronto adquire P. J. Tucker do Utah Jazz e Utah obtém Josh Richardson de Miami. KJ Martin também é enviado de Detroit para Utah como parte da troca de 5 times depois que os Pistons o adquiriram anteriormente do Philadelphia 76ers no início daquele dia.

### Alteração no comando técnico
| Fora de Temporada   |                        |                          |
| Equipe              | 2022-23                | 2023–24                  |
| Brooklyn Nets       | Kevin Olli (interino)  | Jordi Fernández          |
| Charlotte Hornets   | Steve Clifford         | Charles Lee              |
| Cleveland Cavaliers | J. B. Bickerstaff      | Kenny Atkinson           |
| Detroit Pistons     | Monty Williams         | J. B. Bickerstaff        |
| Los Angeles Lakers  | Darvin Ham             | J. J. Redick             |
| Phoenix Suns        | Frank Vogel            | Mike Budenholzer         |
| Washington Wizards  | Brian Keefe (interino) | Brian Keefe              |
| Durante a Temporada |                        |                          |
| Sacramento Kings    | Mike Brown             | Doug Christie (interino) |
| Memphis Grizzlies   | Taylor Jenkins         | Tuomas Iisalo (interino) |
| Denver Nuggets      | Michael Malone         | David Adelman (interino) |

#### Fora de temporada
- Em 3 de abril de 2024, o Charlotte Hornets anunciou que Steve Clifford deixaria o cargo de técnico principal no final da temporada 2023-24 e assumiria uma função de consultoria de front-office.[16]
- Em 22 de abril de 2024, o Brooklyn Nets contratou Jordi Fernández como seu novo técnico principal.[17]
- Em 3 de maio de 2024, o Los Angeles Lakers demitiu seu técnico Darvin Ham após duas temporadas com o time.[18]
- Em 9 de maio de 2024, o Charlotte Hornets contratou Charles Lee como seu novo técnico principal.[19]
- Em 9 de maio de 2024, o Phoenix Suns demitiu seu técnico principal Frank Vogel após apenas uma temporada com o time.[20]
- Em 11 de maio de 2024, o Phoenix Suns contratou Mike Budenholzer como seu novo técnico principal.[21]
- Em 23 de maio de 2024, o Cleveland Cavaliers demitiu seu técnico J. B. Bickerstaff após cinco temporadas com o time.[22]
- Em 29 de maio de 2024, o Washington Wizards contratou Brian Keefe como seu técnico em tempo integral.[23]
- Em 19 de junho de 2024, o Detroit Pistons demitiu seu técnico Monty Williams após uma temporada treinando o time.[24]
- Em 24 de junho de 2024, o Los Angeles Lakers contratou J. J. Redick como seu novo técnico.[25]
- Em 28 de junho de 2024, o Cleveland Cavaliers contratou Kenny Atkinson como seu novo técnico.[26]
- Em 3 de julho de 2024, o Detroit Pistons contratou J. B. Bickerstaff como seu novo técnico.[27]

#### Durante a temporada
- Em 27 de dezembro de 2024, o Sacramento Kings demitiu Mike Brown. Doug Christie foi nomeado treinador interino.[28]
- Em 28 de março de 2025, o Memphis Grizzlies demitiu seu técnico Taylor Jenkins após seis temporadas com a equipe.[29] Tuomas Iisalo foi nomeado técnico interino.[30]
- Em 8 de abril de 2025, o Denver Nuggets demitiu seu técnico Michael Malone após 10 temporadas com a equipe. David Adelman foi nomeado técnico interino.[31]

## Pré-temporada
Além dos jogos regulares de pré-temporada sediados nas próprias arenas dos times da NBA, a liga frequentemente sedia jogos de pré-temporada em locais neutros (em mercados nacionais não-NBA ou mercados estrangeiros) ou contra times não-NBA. Listados abaixo estão apenas os jogos de locais neutros ou de pré-temporada.
| Data          | Times                                           | Arena                | Local                   | Referência |
| ------------- | ----------------------------------------------- | -------------------- | ----------------------- | ---------- |
| 4 de Outubro  | Minnesota Timberwolves vs. Los Angeles Lakers   | Acrisure Arena       | Palm Desert, Califórnia | [ 32 ]     |
| 5 de Outubro  | Los Angeles Clippers vs. Golden State Warriors  | Stan Sheriff Center  | Honolulu, Havaí         | [ 33 ]     |
| 6 de Outubro  | Phoenix Suns vs. Los Angeles Lakers             | Acrisure Arena       | Palm Desert, Califórnia | [ 32 ]     |
| 6 de Outubro  | Washington Wizards vs. Toronto Raptors          | Centre Bell          | Montreal, Quebec        | [ 34 ]     |
| 8 de Outubro  | Brooklyn Nets vs. Los Angeles Clippers          | Frontwave Arena      | Oceanside, Califórnia   | [ 35 ]     |
| 8 de Outubro  | Phoenix Suns vs. Detroit Pistons                | Breslin Center       | East Lansing, Michigan  | [ 36 ]     |
| 11 de Outubro | Philadelphia 76ers vs. Minnesota Timberwolves   | Wells Fargo Arena    | Des Moines, Iowa        | [ 37 ]     |
| 11 de Outubro | Portland Trail Blazers vs. Los Angeles Clippers | Climate Pledge Arena | Seattle, Washington     | [ 38 ]     |
| 15 de Outubro | Golden State Warriors vs. Los Angeles Lakers    | T-Mobile Arena       | Paradise, Nevada        | [ 32 ]     |

### Jogos internacionais
| Data         | Times                             | Arena        | Local                             | Referência |
| ------------ | --------------------------------- | ------------ | --------------------------------- | ---------- |
| 4 de Outubro | Boston Celtics vs. Denver Nuggets | Etihad Arena | Abu Dhabi, Emirados Árabes Unidos | [ 39 ]     |
| 7 de Outubro | Denver Nuggets vs. Boston Celtics | Etihad Arena | Abu Dhabi, Emirados Árabes Unidos | [ 39 ]     |

### Times não-NBA
| Data          | Times                                        | Arena              | Local                   | Referência |
| ------------- | -------------------------------------------- | ------------------ | ----------------------- | ---------- |
| 4 de Outubro  | New Zealand Breakers @ Utah Jazz             | Delta Center       | Salt Lake City, Utah    | [ 40 ]     |
| 7 de Outubro  | New Zealand Breakers @ Philadelphia 76ers    | Wells Fargo Center | Filadélfia, Pensilvânia | [ 41 ]     |
| 10 de Outubro | New Zealand Breakers @ Oklahoma City Thunder | BOK Center         | Tulsa, Oklahoma         | [ 42 ]     |
| 16 de Outubro | Ratiopharm Ulm @ Portland Trail Blazers      | Moda Center        | Portland, Óregon        | [ 43 ]     |

## Temporada regular
A maior parte da temporada regular foi lançada em 15 de agosto, com os jogos do grupo contando como parte do torneio da temporada, agora denominada Copa da NBA, anunciado dois dias antes, em 13 de agosto. Os dois jogos que dependiam dos resultados do torneio da temporada, juntamente com o cronograma da rodada eliminatória, foram anunciados na conclusão do jogo do grupo.
Os Spurs jogaram dois jogos em locais alternativos no Moody Center na Universidade do Texas em Austin, Texas, em fevereiro, quando o San Antonio Stock Show and Rodeo assumiu o Frost Bank Center.

### Copa da NBA
A Copa da NBA, antigamente In-Season Tournament, retornou para a temporada de 2024–25, com a mesma estrutura:
- Todos os jogos, exceto a final do campeonato, contam para a classificação da temporada regular.
- Seis grupos intraconferência de cinco (três grupos por conferência).
- Terças e sextas-feiras, entre 12 de novembro e 3 de dezembro, houve jogos de grupo contra cada um dos outros times em seu grupo (dois em casa e dois fora). Esses jogos ainda contam como jogos da temporada regular.

(Os vencedores de cada grupo (três times por conferência) e dois times curinga (um time por conferência) avançaram para um torneio de eliminação única.
- As semifinais e o jogo do campeonato foram novamente disputados em Las Vegas.
- Os jogadores do campeão do torneio receberam US$ 514.971 cada.
- Para compensar, a fórmula de programação da temporada regular da NBA foi modificada para que apenas 80 jogos para cada time fossem anunciados inicialmente durante a offseason. As duas primeiras rodadas do torneio da temporada contaram como jogos da temporada regular 81 e 82. O jogo do campeonato foi um 83º jogo extra que não contou para a temporada regular. Os times que não se classificaram para a rodada eliminatória do torneio da temporada, ou foram eliminados nas quartas de final, foram programados para jogos adicionais contra outros times que foram eliminados na mesma conferência (se possível) e rodada para chegar a 82 jogos.
- A T-Mobile Arena em Paradise, Nevada sediou as semifinais e a final pela segunda temporada consecutiva.[47]

### Jogos internacionais
| Data                      | Times                                        | Arena                     | Local                     | Referência                |
| NBA Mexico City Game 2024 | NBA Mexico City Game 2024                    | NBA Mexico City Game 2024 | NBA Mexico City Game 2024 | NBA Mexico City Game 2024 |
| ------------------------- | -------------------------------------------- | ------------------------- | ------------------------- | ------------------------- |
| 2 de Novembro             | Miami Heat 118, Washington Wizards 98        | Arena Ciudad de México    | Cidade do México, México  | [ 48 ]                    |
| NBA Paris Game 2025       |                                              |                           |                           |                           |
| 23 de Janeiro             | Indiana Pacers 110 vs. San Antonio Spurs 140 | Accor Arena               | Paris, França             | [ 49 ]                    |
| 25 de Janeiro             | San Antonio Spurs 98 vs. Indiana Pacers 136  | Accor Arena               | Paris, França             | [ 49 ]                    |

### Classificação por conferência[50]
| #  | Conferência Leste        | Conferência Leste | Conferência Leste | Conferência Leste | Conferência Leste | Conferência Leste |
| #  | Time                     | V                 | D                 | PCT               | JA                | J                 |
| -- | ------------------------ | ----------------- | ----------------- | ----------------- | ----------------- | ----------------- |
| 1  | *Cleveland Cavaliers - c | 64                | 18                | .780              | --                | 82                |
| 2  | *Boston Celtics - y      | 61                | 21                | .744              | 3.0               | 82                |
| 3  | New York Knicks - x      | 51                | 31                | .622              | 13.0              | 82                |
| 4  | Indiana Pacers - x       | 50                | 32                | .610              | 14.0              | 82                |
| 5  | Milwaukee Bucks - x      | 48                | 34                | .585              | 16.0              | 82                |
| 6  | Detroit Pistons - x      | 44                | 38                | .537              | 20.0              | 82                |
|    |                          |                   |                   |                   |                   |                   |
| 7  | *Orlando Magic - y       | 41                | 41                | .500              | 23.0              | 82                |
| 8  | Atlanta Hawks - pi       | 40                | 42                | .488              | 24.0              | 82                |
| 9  | Chicago Bulls - pi       | 39                | 43                | .476              | 25.0              | 82                |
| 10 | Miami Heat - pi          | 37                | 45                | .451              | 27.0              | 82                |
|    |                          |                   |                   |                   |                   |                   |
| 11 | Toronto Raptors - o      | 30                | 52                | .366              | 34.0              | 82                |
| 12 | Brooklyn Nets - o        | 26                | 56                | .317              | 38.0              | 82                |
| 13 | Philadelphia 76ers - o   | 24                | 58                | .293              | 40.0              | 82                |
| 14 | Charlotte Hornets - o    | 19                | 63                | .232              | 45.0              | 82                |
| 15 | Washington Wizards - o   | 18                | 64                | .220              | 46.0              | 82                |

| #  | Conferência Oeste          | Conferência Oeste | Conferência Oeste | Conferência Oeste | Conferência Oeste | Conferência Oeste |
| #  | Time                       | V                 | D                 | PCT               | JA                | J                 |
| -- | -------------------------- | ----------------- | ----------------- | ----------------- | ----------------- | ----------------- |
| 1  | *Oklahoma City Thunder - c | 68                | 14                | .829              | --                | 82                |
| 2  | *Houston Rockets - y       | 52                | 30                | .634              | 16.0              | 82                |
| 3  | *Los Angeles Lakers - y    | 50                | 32                | .610              | 18.0              | 82                |
| 4  | Denver Nuggets - x         | 50                | 32                | .610              | 18.0              | 82                |
| 5  | Los Angeles Clippers - x   | 50                | 32                | .610              | 18.0              | 82                |
| 6  | Minnesota Timberwolves - x | 49                | 33                | .598              | 19.0              | 82                |
|    |                            |                   |                   |                   |                   |                   |
| 7  | Golden State Warriors - pi | 48                | 34                | .585              | 20.0              | 82                |
| 8  | Memphis Grizzlies - pi     | 48                | 34                | .585              | 20.0              | 82                |
| 9  | Sacramento Kings - pi      | 40                | 42                | .488              | 28.0              | 82                |
| 10 | Dallas Mavericks - pi      | 39                | 43                | .476              | 29.0              | 82                |
|    |                            |                   |                   |                   |                   |                   |
| 11 | Phoenix Suns - o           | 36                | 46                | .439              | 32.0              | 82                |
| 12 | Portland Trail Blazers - o | 36                | 46                | .439              | 32.0              | 82                |
| 13 | San Antonio Spurs - o      | 34                | 48                | .415              | 34.0              | 82                |
| 14 | New Orleans Pelicans - o   | 21                | 61                | .256              | 47.0              | 82                |
| 15 | Utah Jazz - o              | 17                | 65                | .207              | 51.0              | 82                |

| Notas - c — Ganhou a vantagem de decidir em casa até a decisão de conferência dos playoffs. | - o — Eliminado das chances de playoffs. |

### Classificação por divisão
| Conferência Leste    |    |                         |    |    |       |
| Divisão do Atlântico |    |                         |    |    |       |
| #                    | C  | Equipe                  | V  | D  | PCT   |
| 1                    | 2  | Boston Celtics - y      | 61 | 21 | 0.744 |
| 2                    | 3  | New York Knicks - x     | 51 | 31 | 0.622 |
| 3                    | 11 | Toronto Raptors - o     | 30 | 52 | 0.366 |
| 4                    | 12 | Brooklyn Nets - o       | 26 | 56 | 0.317 |
| 5                    | 13 | Philadelphia 76ers - o  | 24 | 58 | 0.293 |
| Divisão Central      |    |                         |    |    |       |
| #                    | C  | Equipe                  | V  | D  | PCT   |
| 1                    | 1  | Cleveland Cavaliers - c | 64 | 18 | 0.780 |
| 2                    | 4  | Indiana Pacers - x      | 50 | 32 | 0.610 |
| 3                    | 5  | Milwaukee Bucks - x     | 48 | 34 | 0.585 |
| 4                    | 6  | Detroit Pistons - x     | 44 | 38 | 0.537 |
| 5                    | 9  | Chicago Bulls - pi      | 39 | 43 | 0.476 |
| Divisão Sudeste      |    |                         |    |    |       |
| #                    | C  | Equipe                  | V  | D  | PCT   |
| 1                    | 7  | Orlando Magic - y       | 41 | 41 | 0.500 |
| 2                    | 8  | Atlanta Hawks - pi      | 40 | 42 | 0.488 |
| 3                    | 10 | Miami Heat - pi         | 37 | 45 | 0.451 |
| 4                    | 14 | Charlotte Hornets - o   | 19 | 63 | 0.232 |
| 5                    | 15 | Washington Wizards - o  | 18 | 64 | 0.220 |

| Conferência Oeste   |    |                            |    |    |       |
| Divisão Noroeste    |    |                            |    |    |       |
| #                   | C  | Equipe                     | V  | D  | PCT   |
| 1                   | 1  | Oklahoma City Thunder - z  | 68 | 14 | 0.829 |
| 2                   | 4  | Denver Nuggets - x         | 50 | 32 | 0.610 |
| 3                   | 6  | Minnesota Timberwolves - x | 49 | 33 | 0.598 |
| 4                   | 12 | Portland Trail Blazers - o | 36 | 46 | 0.439 |
| 5                   | 15 | Utah Jazz - o              | 17 | 65 | 0.207 |
| Divisão do Pacífico |    |                            |    |    |       |
| #                   | C  | Equipe                     | V  | D  | PCT   |
| 1                   | 3  | Los Angeles Lakers - y     | 50 | 32 | 0.610 |
| 2                   | 5  | Los Angeles Clippers - x   | 50 | 32 | 0.610 |
| 3                   | 7  | Golden State Warriors - pi | 48 | 34 | 0.585 |
| 4                   | 9  | Sacramento Kings - pi      | 40 | 42 | 0.488 |
| 5                   | 11 | Phoenix Suns - o           | 36 | 46 | 0.439 |
| Divisão Sudoeste    |    |                            |    |    |       |
| #                   | C  | Equipe                     | V  | D  | PCT   |
| 1                   | 2  | Houston Rockets - y        | 52 | 30 | 0.634 |
| 2                   | 8  | Memphis Grizzlies - pi     | 48 | 34 | 0.585 |
| 3                   | 10 | Dallas Mavericks - pi      | 39 | 43 | 0.476 |
| 4                   | 13 | San Antonio Spurs - o      | 34 | 48 | 0.415 |
| 5                   | 14 | New Orleans Pelicans - o   | 21 | 61 | 0.256 |

# = Posição na divisão, C = Posição na conferência, V = Vitórias, D = Derrotas, PCT = aproveitamento %

## Torneio play-in
A NBA realizou um torneio play-in para as equipes classificadas do 7º ao 10º lugar em cada conferência de 15 a 18 de abril de 2025. A equipe do 7º colocado jogou com a equipe do 8º lugar, com o vencedor conquistando a 7ª colocação nos playoffs. O time do 9º colocado jogou com o time do 10º lugar sendo o perdedor eliminado da disputa do playoff. O perdedor do jogo do 7º ao 8º lugar jogou então com o vencedor do jogo do 9º ao 10º lugar, com o vencedor conquistando a oitava posição e o perdedor sendo eliminado.
| Conferência Leste |

|  | Primeira rodada | Primeira rodada | Primeira rodada |            |     | Segunda rodada | Segunda rodada | Segunda rodada |  |
|  |                 |                 |                 |            |     |                |                |                |  |
|  | L7              | Orlando Magic*  | 120             |            |     |                |                |                |  |
|  | L7              | Orlando Magic*  | 120             |            |     |                |                |                |  |
|  | L8              | Atlanta Hawks   | 95              |            |     |                |                |                |  |
|  | L8              | Atlanta Hawks   | 95              |            | L8  | Atlanta Hawks  | 114            |                |  |
|  |                 |                 |                 |            | L8  | Atlanta Hawks  | 114            |                |  |
|  |                 |                 | L10             | Miami Heat | 123 |                |                |                |  |
|  | L9              | Chicago Bulls   | L10             | Miami Heat | 123 | 90             |                |                |  |
|  | L9              | Chicago Bulls   |                 |            |     |                |                |                |  |
|  | L10             | Miami Heat      | 109             |            |     |                |                |                |  |

| Conferência Oeste |

|  | Primeira rodada | Primeira rodada       | Primeira rodada |                  |     | Segunda rodada    | Segunda rodada | Segunda rodada |  |
|  |                 |                       |                 |                  |     |                   |                |                |  |
|  | O7              | Golden State Warriors | 121             |                  |     |                   |                |                |  |
|  | O7              | Golden State Warriors | 121             |                  |     |                   |                |                |  |
|  | O8              | Memphis Grizzlies     | 116             |                  |     |                   |                |                |  |
|  | O8              | Memphis Grizzlies     | 116             |                  | O8  | Memphis Grizzlies | 120            |                |  |
|  |                 |                       |                 |                  | O8  | Memphis Grizzlies | 120            |                |  |
|  |                 |                       | O10             | Dallas Mavericks | 106 |                   |                |                |  |
|  | O9              | Sacramento Kings      | O10             | Dallas Mavericks | 106 | 106               |                |                |  |
|  | O9              | Sacramento Kings      |                 |                  |     |                   |                |                |  |
|  | O10             | Dallas Mavericks      | 120             |                  |     |                   |                |                |  |

Itálico - Mando de quadra | Negrito - Vencedor do Confronto | * - Jogo foi pra prorrogação

## Pós-temporada
Os playoffs começaram em 19 de abril de 2025.
|  | Primeira rodada   | Primeira rodada        | Primeira rodada |                        |    | Semifinais de Conferência | Semifinais de Conferência | Semifinais de Conferência |  |  | Finais de Conferência | Finais de Conferência | Finais de Conferência |  |  | Finais da NBA | Finais da NBA | Finais da NBA |  |
|  |                   |                        |                 |                        |    |                           |                           |                           |  |  |                       |                       |                       |  |  |               |               |               |  |
|  | L1                | Cleveland Cavaliers*   | 4               |                        |    |                           |                           |                           |  |  |                       |                       |                       |  |  |               |               |               |  |
|  | L1                | Cleveland Cavaliers*   | 4               |                        |    |                           |                           |                           |  |  |                       |                       |                       |  |  |               |               |               |  |
|  | L8                | Miami Heat             | 0               |                        |    |                           |                           |                           |  |  |                       |                       |                       |  |  |               |               |               |  |
|  | L8                | Miami Heat             | 0               |                        | L1 | Cleveland Cavaliers*      | 1                         |                           |  |  |                       |                       |                       |  |  |               |               |               |  |
|  |                   |                        |                 |                        | L1 | Cleveland Cavaliers*      | 1                         |                           |  |  |                       |                       |                       |  |  |               |               |               |  |
|  |                   |                        | L4              | Indiana Pacers         | 4  |                           |                           |                           |  |  |                       |                       |                       |  |  |               |               |               |  |
|  | L4                | Indiana Pacers         | L4              | Indiana Pacers         | 4  | 4                         |                           |                           |  |  |                       |                       |                       |  |  |               |               |               |  |
|  | L4                | Indiana Pacers         |                 |                        |    |                           |                           |                           |  |  |                       |                       |                       |  |  |               |               |               |  |
|  | L5                | Milwaukee Bucks        | 1               |                        |    |                           |                           |                           |  |  |                       |                       |                       |  |  |               |               |               |  |
|  | L5                | Milwaukee Bucks        | 1               |                        | L4 | Indiana Pacers            | 4                         |                           |  |  |                       |                       |                       |  |  |               |               |               |  |
|  | Conferência Leste |                        |                 |                        | L4 | Indiana Pacers            | 4                         |                           |  |  |                       |                       |                       |  |  |               |               |               |  |
|  |                   |                        | L3              | New York Knicks        | 2  |                           |                           |                           |  |  |                       |                       |                       |  |  |               |               |               |  |
|  | L3                | New York Knicks        | L3              | New York Knicks        | 2  | 4                         |                           |                           |  |  |                       |                       |                       |  |  |               |               |               |  |
|  | L3                | New York Knicks        |                 |                        |    |                           |                           |                           |  |  |                       |                       |                       |  |  |               |               |               |  |
|  | L6                | Detroit Pistons        | 2               |                        |    |                           |                           |                           |  |  |                       |                       |                       |  |  |               |               |               |  |
|  | L6                | Detroit Pistons        | 2               |                        | L3 | New York Knicks           | 4                         |                           |  |  |                       |                       |                       |  |  |               |               |               |  |
|  |                   |                        |                 |                        | L3 | New York Knicks           | 4                         |                           |  |  |                       |                       |                       |  |  |               |               |               |  |
|  |                   |                        | L2              | Boston Celtics*        | 2  |                           |                           |                           |  |  |                       |                       |                       |  |  |               |               |               |  |
|  | L2                | Boston Celtics*        | L2              | Boston Celtics*        | 2  | 4                         |                           |                           |  |  |                       |                       |                       |  |  |               |               |               |  |
|  | L2                | Boston Celtics*        |                 |                        |    |                           |                           |                           |  |  |                       |                       |                       |  |  |               |               |               |  |
|  | L7                | Orlando Magic*         | 1               |                        |    |                           |                           |                           |  |  |                       |                       |                       |  |  |               |               |               |  |
|  | L7                | Orlando Magic*         | 1               |                        | L4 | Indiana Pacers            | 3                         |                           |  |  |                       |                       |                       |  |  |               |               |               |  |
|  |                   |                        |                 |                        |    |                           |                           |                           |  |  |                       |                       |                       |  |  |               |               |               |  |
|  |                   |                        | O1              | Oklahoma City Thunder* | 4  |                           |                           |                           |  |  |                       |                       |                       |  |  |               |               |               |  |
|  | O1                | Oklahoma City Thunder* | O1              | Oklahoma City Thunder* | 4  | 4                         |                           |                           |  |  |                       |                       |                       |  |  |               |               |               |  |
|  | O1                | Oklahoma City Thunder* |                 |                        |    |                           |                           |                           |  |  |                       |                       |                       |  |  |               |               |               |  |
|  | O8                | Memphis Grizzlies      | 0               |                        |    |                           |                           |                           |  |  |                       |                       |                       |  |  |               |               |               |  |
|  | O8                | Memphis Grizzlies      | 0               |                        | O1 | Oklahoma City Thunder*    | 4                         |                           |  |  |                       |                       |                       |  |  |               |               |               |  |
|  |                   |                        |                 |                        | O1 | Oklahoma City Thunder*    | 4                         |                           |  |  |                       |                       |                       |  |  |               |               |               |  |
|  |                   |                        | O4              | Denver Nuggets         | 3  |                           |                           |                           |  |  |                       |                       |                       |  |  |               |               |               |  |
|  | O4                | Denver Nuggets         | O4              | Denver Nuggets         | 3  | 4                         |                           |                           |  |  |                       |                       |                       |  |  |               |               |               |  |
|  | O4                | Denver Nuggets         |                 |                        |    |                           |                           |                           |  |  |                       |                       |                       |  |  |               |               |               |  |
|  | O5                | Los Angeles Clippers   | 3               |                        |    |                           |                           |                           |  |  |                       |                       |                       |  |  |               |               |               |  |
|  | O5                | Los Angeles Clippers   | 3               |                        | O1 | Oklahoma City Thunder*    | 4                         |                           |  |  |                       |                       |                       |  |  |               |               |               |  |
|  | Conferência Oeste |                        |                 |                        | O1 | Oklahoma City Thunder*    | 4                         |                           |  |  |                       |                       |                       |  |  |               |               |               |  |
|  |                   |                        | O6              | Minnesota Timberwolves | 1  |                           |                           |                           |  |  |                       |                       |                       |  |  |               |               |               |  |
|  | O3                | Los Angeles Lakers*    | O6              | Minnesota Timberwolves | 1  | 1                         |                           |                           |  |  |                       |                       |                       |  |  |               |               |               |  |
|  | O3                | Los Angeles Lakers*    |                 |                        |    |                           |                           |                           |  |  |                       |                       |                       |  |  |               |               |               |  |
|  | O6                | Minnesota Timberwolves | 4               |                        |    |                           |                           |                           |  |  |                       |                       |                       |  |  |               |               |               |  |
|  | O6                | Minnesota Timberwolves | 4               |                        | O6 | Minnesota Timberwolves    | 4                         |                           |  |  |                       |                       |                       |  |  |               |               |               |  |
|  |                   |                        |                 |                        | O6 | Minnesota Timberwolves    | 4                         |                           |  |  |                       |                       |                       |  |  |               |               |               |  |
|  |                   |                        | O7              | Golden State Warriors  | 1  |                           |                           |                           |  |  |                       |                       |                       |  |  |               |               |               |  |
|  | O2                | Houston Rockets*       | O7              | Golden State Warriors  | 1  | 3                         |                           |                           |  |  |                       |                       |                       |  |  |               |               |               |  |
|  | O2                | Houston Rockets*       |                 |                        |    |                           |                           |                           |  |  |                       |                       |                       |  |  |               |               |               |  |
|  | O7                | Golden State Warriors  | 4               |                        |    |                           |                           |                           |  |  |                       |                       |                       |  |  |               |               |               |  |

* - Campeão da Divisão | Itálico - Mando de quadra | Negrito - Vencedor do Confronto

## Estatísticas
- estatísticas atualizadas até 13 de abril de 2025[52]

| Líderes de estatísticas individuais |                         |                       |       |
| Categoria                           | Jogador                 | Equipe                | Est.  |
| Pontos por jogo                     | Shai Gilgeous-Alexander | Oklahoma City Thunder | 32.7  |
| Rebotes por jogo                    | Domantas Sabonis        | Sacramento Kings      | 13.9  |
| Assistências por jogo               | Trae Young              | Atlanta Hawks         | 11.6  |
| Roubadas por jogo                   | Dyson Daniels           | Atlanta Hawks         | 3.0   |
| Tocos por jogo                      | Victor Wembanyama       | San Antonio Spurs     | 3.8   |
| Turnovers por jogo                  | Trae Young              | Atlanta Hawks         | 4.7   |
| Faltas por jogo                     | Karl-Anthony Towns      | New York Knicks       | 3.5   |
| Faltas por jogo                     | Jaren Jackson Jr.       | Memphis Grizzlies     | 3.5   |
| Minutos por jogo                    | Josh Hart               | New York Knicks       | 37.6  |
| Arremessos certos (%)               | Jarrett Allen           | Cleveland Cavaliers   | 70.6% |
| Lances Livres (%)                   | Stephen Curry           | Golden State Warriors | 93.3% |
| Cestas de três (%)                  | Seth Curry              | Charlotte Hornets     | 45.6% |
| Eficiência por jogo                 | Nikola Jokić            | Denver Nuggets        | 42.4% |
| Duplo-duplos                        | Domantas Sabonis        | Sacramento Kings      | 61    |
| Triplo-duplos                       | Nikola Jokić            | Denver Nuggets        | 34    |

| Recordes individuais de temporada |                   |                       |         |
| Categoria                         | Jogador           | Equipe                | Est.    |
| Pontos                            | Nikola Jokić      | Denver Nuggets        | 61      |
| Rebotes                           | Domantas Sabonis  | Sacramento Kings      | 28 (2x) |
| Assistências                      | Trae Young        | Atlanta Hawks         | 22      |
| Assistências                      | Nikola Jokić      | Denver Nuggets        | 22      |
| Roubadas                          | Kelly Oubre Jr.   | Philadelphia 76ers    | 8       |
| Roubadas                          | Dyson Daniels     | Atlanta Hawks         | 8       |
| Roubadas                          | Josh Giddey       | Chicago Bulls         | 8       |
| Tocos                             | Victor Wembanyama | San Antonio Spurs     | 10      |
| Cestas de três                    | Stephen Curry     | Golden State Warriors | 12 (2x) |

| Equipes líderes de estatísticas |                       |       |
| Categoria                       | Equipe                | Est.  |
| Pontos por jogo                 | Cleveland Cavaliers   | 121.9 |
| Rebotes por jogo                | Houston Rockets       | 48.5  |
| Assistências por jogo           | Denver Nuggets        | 31.0  |
| Roubadas por jogo               | Oklahoma City Thunder | 10.3  |
| Tocos por jogo                  | Orlando Magic         | 6.0   |
| Turnovers por jogo              | Utah Jazz             | 17.2  |
| Faltas por jogo                 | Toronto Raptors       | 21.2  |
| Arremessos (FG)                 | Denver Nuggets        | 50.6% |
| Lances livres                   | Oklahoma City Thunder | 81.9% |
| Cestas de três                  | Milwaukee Bucks       | 38.7% |
| +/-                             | Oklahoma City Thunder | +12.9 |

## Prêmios individuais
| Prêmios da NBA de 2024-25               |                                                 | |
| Prêmio                                  | Vencedor(es)                                    | Finalistas |
| Jogador mais valioso (MVP)              | Shai Gilgeous-Alexander (Oklahoma City Thunder) | Giannis Antetokounmpo (Milwaukee Bucks) Nikola Jokić (Denver Nuggets) |
| Jogador defensivo do ano                | Evan Mobley (Cleveland Cavaliers)               | Dyson Daniels (Atlanta Hawks) Draymond Green (Golden State Warriors) |
| Novato do ano                           | Stephon Castle (San Antonio Spurs)              | Zaccharie Risacher (Atlanta Hawks) Jaylen Wells (Memphis Grizzlies) |
| Sexto homem do ano                      | Payton Pritchard (Boston Celtics)               | Malik Beasley (Detroit Pistons) Ty Jerome (Cleveland Cavaliers) |
| Jogador que mais evoluiu do ano         | Dyson Daniels (Atlanta Hawks)                   | Cade Cunningham (Detroit Pistons) Ivica Zubac (Los Angeles Clippers) |
| Técnico do ano                          | Kenny Atkinson (Cleveland Cavaliers)            | J. B. Bickerstaff (Detroit Pistons) Ime Udoka (Oklahoma City Thunder) |
| Executivo do ano                        | Sam Presti (Oklahoma City Thunder)              | Koby Altman (Cleveland Cavaliers) Trajan Langdon (Detroit Pistons) Rafael Stone (Houston Rockets) Lawrence Frank (Los Angeles Clippers) Rob Pelinka (Los Angeles Lakers) Mike Dunleavy Jr. (Golden State Warriors) Sean Marks (Brooklyn Nets) Brad Stevens (Boston Celtics) Leon Rose (New York Knicks) Monte McNair (Sacramento Kings) Jeff Weltman (Orlando Magic) Brian Wright (San Antonio Spurs) |
| Jogador mais "clutch" (decisivo) do ano | Jalen Brunson (New York Knicks)                 | Anthony Edwards (Minnesota Timberwolves) Nikola Jokić (Denver Nuggets) |
| Prêmio de Justiça social                | Jrue Holiday (Boston Celtics)                   | Bam Adebayo (Miami Heat) Harrison Barnes (San Antonio Spurs) Chris Boucher (Toronto Raptors) C. J. McCollum (New Orleans Pelicans) |
| Prêmio de esportividade                 | Jrue Holiday (Boston Celtics)                   | Jarrett Allen (Cleveland Cavaliers) Dorian Finney-Smith (Los Angeles Lakers) Shai Gilgeous-Alexander (Oklahoma City Thunder) Kyrie Irving (Dallas Mavericks) Franz Wagner (Orlando Magic) |
| Companheiro de equipe do ano            | Stephen Curry (Golden State Warriors)           | Steven Adams (Houston Rockets) Nicolas Batum (Los Angeles Clippers) Jalen Brunson (New York Knicks) Tobias Harris (Detroit Pistons) Al Horford (Boston Celtics) Jaren Jackson Jr. (Memphis Grizzlies) James Johnson (Indiana Pacers) DeAndre Jordan (Denver Nuggets) Brook Lopez (Milwaukee Bucks) Donovan Mitchell (Cleveland Cavaliers) Jaylin Williams (Oklahoma City Thunder)                     |
| NBA Hustle Award                        | Draymond Green (Golden State Warriors)          | Cason Wallace (Oklahoma City Thunder) Guerschon Yabusele (Philadelphia 76ers) Luguentz Dort (Oklahoma City Thunder) Dyson Daniels (Atlanta Hawks) |
| MVP das Finais de Conferência (Oeste)   | Shai Gilgeous-Alexander (Oklahoma City Thunder) | |
| MVP das Finais de Conferência (Leste)   | Pascal Siakam (Indiana Pacers)                  | |
| MVP das Finais da NBA                   | Shai Gilgeous-Alexander (Oklahoma City Thunder) | |

| - All-NBA Team - All-NBA First Team: - Giannis Antetokounmpo, Milwaukee Bucks - Shai Gilgeous-Alexander, Oklahoma City Thunder - Nikola Jokić, Denver Nuggets - Donovan Mitchell, Cleveland Cavaliers - Jayson Tatum, Boston Celtics - All-NBA Second Team: - Jalen Brunson, New York Knicks - Stephen Curry, Golden State Warriors - Anthony Edwards, Minnesota Timberwolves - LeBron James, Los Angeles Lakers - Evan Mobley, Cleveland Cavaliers - All-NBA Third Team: - Cade Cunningham, Detroit Pistons - Tyrese Haliburton, Indiana Pacers - James Harden, Los Angeles Clippers - Karl-Anthony Towns, New York Knicks - Jalen Williams, Oklahoma City Thunder - NBA All-Defensive Team - NBA All-Defensive First Team: - Dyson Daniels, Atlanta Hawks - Luguentz Dort, Oklahoma City Thunder - Draymond Green, Golden State Warriors - Evan Mobley, Cleveland Cavaliers - Amen Thompson, Houston Rockets - NBA All-Defensive Second Team: - Toumani Camara, Portland Trail Blazers - Rudy Gobert, Minnesota Timberwolves - Jaren Jackson Jr., Memphis Grizzlies - Jalen Williams, Oklahoma City Thunder - Ivica Zubac, Los Angeles Clippers - NBA All-Rookie Team - NBA All-Rookie First Team: - Stephon Castle, San Antonio Spurs - Zach Edey, Memphis Grizzlies - Zaccharie Risacher, Atlanta Hawks - Alex Sarr, Washington Wizards - Jaylen Wells, Memphis Grizzlies - NBA All-Rookie Second Team: - Matas Buzelis, Chicago Bulls - Bub Carrington, Washington Wizards - Donovan Clingan, Portland Trail Blazers - Yves Missi, New Orleans Pelicans - Kel'el Ware, Miami Heat |

## Arenas
- O Los Angeles Clippers mudou-se para o novo Intuit Dome em Inglewood, Califórnia.[75] O time jogou na Crypto.com Arena pelos últimos 25 anos no centro de Los Angeles, Califórnia, desde a temporada 1999–20 da NBA. Como resultado, pela primeira vez desde a temporada 1998-99 da NBA, cada time terá seu próprio estádio.
- Rocket Mortgage FieldHouse, a casa do Cleveland Cavaliers, foi renomeada Rocket Arena em 18 de fevereiro de 2025, como parte da reformulação da marca da empresa.[76]
- Footprint Center, a casa do Phoenix Suns, foi temporariamente renomeada PHX Arena em 18 de fevereiro de 2025, depois que o Suns anunciou que estava buscando um novo parceiro de naming rights.[77]

## Mudanças de uniforme e logo
- O Brooklyn Nets promoveu seu logotipo secundário para o primário e introduziu um novo logotipo secundário.[78]
- O Los Angeles Clippers revelou um novo logotipo e uniformes para coincidir com sua mudança para o Intuit Dome. O novo logotipo do time apresenta um navio clipper estilizado com costuras de basquete em seu casco, cercado por pontos cardeais e um "C" azul marinho em um círculo branco. Os novos uniformes são versões modernas dos uniformes de script usados anteriormente entre 1987 e 2015. O uniforme branco apresenta uma marca de script modernizada "Clippers" em azul marinho junto com números vermelhos, o uniforme azul marinho apresenta o script "Clippers" em vermelho junto com números brancos, e o uniforme vermelho alternativo apresenta uma marca de script "Los Angeles" em azul marinho junto com números brancos.[79]
- O Golden State Warriors revelou um novo logotipo secundário e uniforme "Statement".[80]
- O Toronto Raptors revelou um logotipo para comemorar seu 30º aniversário.[81]
- O Memphis Grizzlies revelou um logotipo e uniformes clássicos para comemorar seu 30º aniversário.[82]
- O Utah Jazz começou uma transição de duas temporadas para uma versão modernizada de seus uniformes de 1996-2004, com novos uniformes "City" e "Statement" estreando nesta temporada, e novos uniformes "Association" e "Icon Edition" estreando na próxima temporada.[83]
- O Washington Wizards tem um novo uniforme "Statement", com a frase "The District of Columbia" na frente da camisa.[84]

## Mídia

### Nacional

#### Televisão linear
Esta é a última temporada de um acordo de nove anos com a família de redes ESPN, TNT Sports e NBA TV, antes que novos acordos de 11 anos com ESPN/ABC, NBC e Amazon Prime Video comecem em 2025–26. A TNT, em seu último ano de cobertura da NBA, transmitiu jogos da NBA ao vivo desde 1989. A NBA rejeitou a oferta de direitos correspondentes da TNT Sports para o pacote da Amazon, alegando que a TNT não foi capaz de igualar totalmente os termos do contrato de streaming completo da Amazon. A TNT então entrou com uma ação judicial contra a liga em um tribunal estadual de Manhattan, Nova York, buscando atrasar a entrada em vigor dos novos acordos de mídia e decidir que a oferta da TNT correspondia ao acordo da Amazon. Em novembro, as duas partes concordaram com um acordo, com a TNT mantendo alguns direitos internacionais de jogos ao vivo, bem como direitos nacionais não relacionados a jogos na NBA TV e nas plataformas digitais da NBA. Em um acordo de sublicenciamento separado, o programa de estúdio Inside the NBA da TNT será transferido para a ESPN/ABC em 2025-26.
- A ESPN transmite principalmente jogos nas noites de quarta e sexta-feira, com uma seleção limitada de jogos em outras noites, conforme a programação permitir. No último dia da temporada regular, domingo, 13 de abril, dois jogos com implicações nos playoffs serão flexionados para a dupla rodada da tarde da ESPN.[90] A ABC transmite os jogos do NBA Saturday Primetime em oito sábados entre dezembro e março (incluindo uma tripla rodada em 25 de janeiro) e os jogos do NBA Sunday Showcase em cinco tardes de domingo (incluindo três duplas rodadas) em fevereiro e março.[90] Além disso, a ESPN tem cobertura exclusiva dos jogos da NBA no dia de Natal. Originalmente, dos cinco jogos de Natal programados, apenas os três jogos do meio seriam transmitidos simultaneamente na ESPN e ABC, com a primeira e a última disputas apenas na ESPN.[90] No entanto, em outubro de 2024, foi anunciado que todos os cinco jogos seriam transmissões simultâneas ABC/ESPN como em 2022.[91] Durante a Copa da NBA, a ESPN transmitiu partidas da fase de grupos como parte de sua cobertura de sexta-feira à noite, junto com uma quarta de final.[92] A ABC transmitiu uma semifinal e a final da Copa da NBA no horário nobre.[93] A ESPN2 transmitiu uma transmissão alternativa do primeiro jogo de Natal apresentando uma versão animada ao vivo do jogo com personagens do universo do Mickey Mouse.[94] A ESPN tem os direitos exclusivos do NBA All-Star Celebrity Game, que faz parte do All-Star Weekend. Em 5 de fevereiro, a ESPN anunciou que havia flexibilizado a esperada estreia de Luka Dončić no LA Lakers em 8 de fevereiro (o jogo Utah x Phoenix da noite anterior foi flexibilizado para fora da televisão nacional devido a isso),[95] mas depois que ele não jogou devido a uma lesão, a rede então flexibilizou o próximo jogo do Lakers em 10 de fevereiro (foi anunciado mais tarde que o jogo Sacramento x LA Clippers em 9 de março foi flexibilizado devido a isso).[96][97]
- A TNT transmite jogos nas noites de terça-feira durante a maior parte da temporada regular e nas noites de quinta-feira durante a semana de abertura e após a Copa NBA.[98] Além disso, a TNT transmitiu dois jogos no Dia de Martin Luther King. A TNT transmite transmissões simultâneas selecionadas ou transmissões alternativas de jogos selecionados na TruTV.[99] Durante a Copa da NBA, a TNT transmitiu a fase de grupos como parte de sua cobertura na noite de terça-feira, junto com três quartas de final e uma semifinal.[92] A TNT tem cobertura exclusiva do NBA All-Star Weekend, exceto o jogo das celebridades.
- A NBA TV transmite jogos quando as outras emissoras nacionais não estão transmitindo jogos. A NBA TV transmitiu uma partida tripla de jogos da Copa da NBA na sexta-feira, 29 de novembro, e um jogo no Dia de Martin Luther King.[100] Todos os jogos da NBA são bloqueados nos mercados locais dos times que jogam. A maioria dos jogos transmite cobertura local simultaneamente, mas jogos selecionados são produzidos pela NBA TV como parte de seu pacote de jogos NBA Center Court.

### Streaming
Esta é a segunda e última temporada em que o serviço de streaming Max terá acesso ao vivo aos jogos da TNT.
A ESPN+ começou a transmitir os jogos da ABC nesta temporada, incluindo os dois jogos da Copa NBA da rede, NBA Saturday Primetime, e NBA Sunday Showcase. Tanto a ESPN+ quanto a Disney+ transmitiram a transmissão alternativa de Natal com tema do Mickey Mouse, as transmissões tradicionais de todos os cinco jogos de Natal, a estreia do LA Lakers de Luka Dončić em 10 de fevereiro, o NBA All-Star Celebrity Game e um jogo do Saturday Primetime em 8 de março.
O NBA League Pass continua a oferecer jogos fora do mercado, acesso ao vivo à NBA TV e replays sob demanda de todos os jogos.

## Marcos históricos
- Em 27 de junho de 2024, Bronny James foi selecionado em 55º lugar geral na 2ª rodada do draft da NBA de 2024 pelo Los Angeles Lakers. Sendo filho do atual jogador do Lakers, LeBron James, eles marcaram a primeira dupla pai e filho a jogarem juntos na história da liga.[105]
  - Eles fariam oficialmente sua estreia na temporada regular juntos em 22 de outubro de 2024, em uma vitória contra o Minnesota Timberwolves.[106]
- Em 1º de julho de 2024, Jayson Tatum assinou uma extensão de contrato de cinco anos e US$ 314 milhões com o Boston Celtics, a maior da história da liga.[107]
- A NBA cortou a média de jogos consecutivos da temporada regular por equipe em 23 por cento para ajudar a conter o "gerenciamento de carga", quando as equipes descansam mais de uma estrela saudável em qualquer noite. As equipes não jogam mais quatro partidas em cinco noites, oito partidas em 12 noites, nem jogam no dia anterior ou posterior a jogos de "alto nível" televisionados nacionalmente.[108]
- Pela terceira temporada consecutiva, a liga não agendou jogos da temporada regular no Dia da Eleição nos Estados Unidos, que caiu em 5 de novembro de 2024.[1]
- Em 22 de outubro de 2024, o Boston Celtics empatou o recorde de mais cestas de três pontos feitas em um único jogo com 29 em uma vitória sobre o New York Knicks.[109]
- Em 22 de outubro de 2024, LeBron James passou Kobe Bryant para o maior número de arremessos errados na história da NBA.[110]
- Em 25 de outubro de 2024, o Golden State Warriors se tornou o primeiro time na história da NBA a abrir sua temporada com duas vitórias por pelo menos 35 pontos.[111]
- Em 25 de outubro de 2024, LeBron James se tornou o primeiro jogador a registrar um triplo-duplo em sua 22ª temporada.[112]
- Em 26 de outubro de 2024, LeBron James se tornou o jogador mais velho, com 39 anos e 301 dias, a liderar os dois times em pontos, rebotes e assistências em um jogo.[113]
- Em 28 de outubro de 2024, Kevin Durant se tornou o 8º jogador a marcar 29.000 pontos.[114]
- Em 31 de outubro de 2024, Victor Wembanyama se tornou o 3º jogador com múltiplos cinco por cinco.[115]
- Em 6 de novembro de 2024, Kenny Atkinson estabeleceu o recorde de mais vitórias para começar a primeira temporada de um treinador com um novo time com 9, com a vitória do Cleveland Cavaliers sobre o New Orleans Pelicans.[116] O recorde foi estendido para 15 em 17 de novembro de 2024, com uma vitória sobre o Charlotte Hornets.
- Em 8 de novembro de 2024, o Cleveland Cavaliers se tornou o primeiro time na história da NBA a vencer seus primeiros dez jogos marcando pelo menos 110 pontos em cada jogo.[117]
- Em 9 de novembro de 2024, Victor Wembanyama se tornou o primeiro jogador na história da NBA a ter vários jogos com pelo menos 20 pontos, 5 cestas de três pontos, 15 rebotes e 5 bloqueios.[118]
- Em 13 de novembro de 2024, LeBron James se tornou o jogador mais velho, com 39 anos e 319 dias, a registrar três triplos-duplos consecutivos.[119]
- Em 13 de novembro de 2024, Chris Paul se tornou o terceiro jogador a registrar 12.000 assistências.[120]
- Em 17 de novembro de 2024, James Harden passou Ray Allen para o 2º lugar na lista de cestas de três pontos de todos os tempos da liga.[121]
- Em 19 de novembro de 2024, o Boston Celtics encerrou a sequência de 15 vitórias do Cleveland Cavaliers com uma vitória de 120–117. O Cavaliers de 2024–25 empatou com o Washington Capitols de 1948–49 e o Houston Rockets de 1993–94 por ter a segunda maior sequência de vitórias para começar uma temporada.[122]
- Em 19 de novembro de 2024, Dalton Knecht empatou o recorde da liga para o maior número de três pontos por um novato em um único jogo, com nove.[123]
- Em 29 de novembro de 2024, Zach LaVine passou Kirk Hinrich para se tornar o líder de todos os tempos em três pontos feitos na história do Bulls.[124]
- Em 1º de dezembro de 2024, James Harden se tornou o segundo jogador a atingir 3.000 cestas três pontos.[125]
- Em 5 de dezembro de 2024, Nikola Jokić passou Magic Johnson para o terceiro lugar em triplos-duplos na carreira.[126]
- Em 8 de dezembro de 2024, Chris Paul passou Jason Kidd para o segundo lugar em assistências na carreira.[127]
- Em 13 de dezembro de 2024, tanto o Phoenix Suns quanto o Utah Jazz quebraram o recorde de mais cestas de três pontos feitas em um jogo sem prorrogação, bem como empataram o recorde de mais cestas de três pontos feitas em um único jogo com 44 cestas de três pontos feitas entre os dois times (22 feitas por ambos os times) na vitória do Phoenix por 134–126 sobre o Utah.[128]
- Em 13 de dezembro de 2024, tanto o Charlotte Hornets quanto o Chicago Bulls quebraram o recorde de mais cestas de três pontos erradas em um jogo entre dois times, com 75 cestas de três pontos erradas por ambos os times (38 tentativas pelos Hornets, 37 tentativas pelos Bulls) na vitória de Chicago por 109–95 sobre Charlotte.[129] Coincidentemente, os dois times empatariam o recorde duas semanas depois, em 30 de dezembro, com Chicago perdendo 42 tentativas de cesta de três pontos no total e Charlotte perdendo 33 cestas de três pontos desta vez na vitória dos Bulls por 117–108 na prorrogação sobre os Hornets.[130]
- Em 15 de dezembro de 2024, o Dallas Mavericks e o Golden State Warriors quebraram o recorde de mais cestas de três pontos feitas por ambos os times em um jogo com 48 (27 pelos Warriors e 21 pelos Mavericks) na vitória do Dallas por 143–133 sobre o Golden State.[131]
- Em 19 de dezembro de 2024, LeBron James passou Kareem Abdul-Jabbar com o maior número de minutos jogados na temporada regular na história da NBA.[132]
- Em 31 de dezembro de 2024, LeBron James se tornou o primeiro jogador na história da NBA a jogar na liga tanto quando adolescente quanto durante seus quarenta anos.[133]
- Em 3 de janeiro de 2025, LeBron James passou Michael Jordan com o maior número de jogos de 30 pontos na história da NBA, com seu 563º jogo.
- Em 10 de janeiro de 2025, Nikola Jokić e Russell Westbrook se tornaram os primeiros companheiros de equipe a ter triplos-duplos no mesmo jogo várias vezes na mesma temporada.[134]
- Em 1º de fevereiro de 2025, LeBron James se tornou o primeiro jogador a ter múltiplos triplos-duplos aos 40 anos.[135]
- Em 3 de fevereiro de 2025, Devin Booker ultrapassou Walter Davis para se tornar o maior cestinha de todos os tempos na história do Suns.[136]
- Em 6 de fevereiro de 2025, LeBron James se tornou o jogador mais velho, com 40 anos e 38 dias, a marcar 40 pontos em um jogo com uma performance de 42 pontos contra o Golden State Warriors.[137]
- Em 11 de fevereiro de 2025, Kevin Durant se tornou o oitavo jogador a marcar 30.000 pontos.[138]
- Em 25 de fevereiro de 2025, Luka Dončić registrou um triplo-duplo em uma vitória contra seu time anterior, o Dallas Mavericks, tornando-se o quarto jogador a ter um triplo-duplo no primeiro jogo contra seu antigo time e um dos três (LeBron James, Russell Westbrook) jogadores a ter um triplo-duplo contra todos os 30 times da NBA.[139]
- Em 3 de março de 2025, LeBron James se tornou o quarto jogador a registrar 1.000 vitórias na temporada regular com uma vitória de 108–102 sobre o Los Angeles Clippers.[140]
- Em 4 de março de 2025, LeBron James se tornou o primeiro jogador com 50.000 pontos combinados na temporada regular e nos playoffs.[141]
- Em 5 de março de 2025, Payton Pritchard e Derrick White se tornaram os primeiros companheiros de equipe a fazer 9 ou mais cestas de três pontos no mesmo jogo.[142]
- Em 7 de março de 2025, Nikola Jokić se tornou o primeiro jogador com pelo menos 30 pontos, 20 rebotes e 20 assistências em uma partida.[143]
- Em 8 de março de 2025, Stephen Curry se tornou o 26º jogador a marcar 25.000 pontos.[144]
- Em 13 de março de 2025, Stephen Curry se tornou o primeiro jogador a converter 4.000 cestas de três pontos na carreira.[145]
- Em 19 de março de 2025, Sandro Mamukelashvili se tornou o primeiro jogador na história da NBA a marcar 34 pontos jogando menos de 20 minutos.[146]
- Em 20 de março de 2025, DeMar DeRozan se tornou o 27º jogador a marcar 25.000 pontos.[147]
- Em 23 de março de 2025, Dyson Daniels se tornou o jogador mais jovem com 200 ou mais roubos de bola em uma temporada. Ele também se tornou o primeiro jogador desde Chris Paul em 2008-09 a atingir essa marca.[148]
- Em 28 de março de 2025, o Detroit Pistons garantiu sua primeira temporada com recorde positivo desde 2016.[149] Eles também se tornaram o segundo time na história da NBA a triplicar seu total de vitórias da temporada anterior, juntando-se ao Charlotte Bobcats de 2012–13, e o primeiro a fazê-lo na temporada completa anterior.[150]
- Em 31 de março de 2025, em um jogo contra o Charlotte Hornets, o Utah Jazz, que anteriormente não havia perdido 60 ou mais jogos na história da franquia, sofreu sua 60ª derrota na temporada, tornando-se o último time restante na história da liga a perder pelo menos 60 jogos em uma temporada.
- Em 31 de março de 2025, uma briga eclodiu entre o Detroit Pistons e o Minnesota Timberwolves, com cinco jogadores e dois técnicos expulsos. Os cinco jogadores foram suspensos.[151]
- Em 1º de abril de 2025, Nikola Jokić registrou um triplo-duplo com 61 pontos, 10 rebotes e 10 assistências, o triplo-duplo com maior pontuação na história da NBA.[152]
- Em 2 de abril de 2025, o Oklahoma City Thunder derrotou o Detroit Pistons por 119 a 103, conquistando sua 29ª vitória contra times da Conferência Leste nesta temporada. Com a vitória, o time tem um recorde de 29-1 contra times da Conferência Leste, o melhor da história da liga.
- Em 4 de abril de 2025, o Boston Celtics estabeleceu o recorde de mais vitórias de três pontos em uma temporada, com a 1.364ª cesta de três pontos de Payton Pritchard em um jogo contra o Phoenix Suns. O recorde anterior era do Golden State Warriors de 2022-23.[153]
- Em 8 de abril de 2025, o Oklahoma City Thunder estabeleceu o recorde de mais vitórias com dois dígitos em uma temporada, com 51, superando a marca anterior de 50 estabelecida pelo Los Angeles Lakers de 1971–72.[154]
- Em 9 de abril de 2025, LeBron James ultrapassou Kareem Abdul-Jabbar e assumiu o segundo lugar na lista de jogos da temporada regular da liga, com 1.561.[155]
- Em 11 de abril de 2025, Nikola Jokić se tornou o terceiro jogador na história da NBA a ter uma média de triplo-duplo em uma temporada, juntando-se a Oscar Robertson e Russell Westbrook.[156]
- Em 13 de abril de 2025, Chris Paul se tornou o primeiro jogador a ser titular em todos os 82 jogos de sua equipe em sua 20ª temporada ou mais.[157]
- O Oklahoma City Thunder estabeleceu o recorde de maior diferença de pontuação em uma temporada, com +12,9. O recorde anterior de +12,3 foi estabelecido pelo Los Angeles Lakers de 1971-72.[158]
- Jarrett Allen se tornou o primeiro jogador a ter 70% de aproveitamento nos arremessos de quadra e 70% nos lances livres em uma temporada.[159]